# Коррелл, Донован Стюарт
До́нован Стю́арт Ко́ррелл (англ. Donovan Stewart Correll, 1908—1983) — американский ботаник.

## Биография
Донован Стюарт Коррелл родился 13 апреля 1908 года в городе Уилсон в Северной Каролине. Начальное образование получал в Северной Каролине, затем некоторое время работал во Флориде, после чего поступил в Университет Дьюка. В 1934 году получил степень бакалавра, в 1936 — магистра, в 1939 — доктора философии.
С 1939 по 1943 Коррелл работал научным сотрудником Ботанического музея Гарвардского университета. В 1944—1946 служил в американском флоте, после чего в продолжение года учился в Кембриджском университете. С 1947 по 1956 Коррелл работал в Министерстве сельского хозяйства США, после чего возглавил ботаническое отделение Техасского исследовательского фонда.
В 1950 году Коррелл выпустил объёмную монографию Orchids of North America, North of Mexico, в 1952—1953 вышла книга Orchids of Guatemala, написанная Корреллом в соавторстве с О. Эймсом. Впоследствии Донован Стюарт занимался изучением папоротниковидных, а также болотных растений.
В 1973 году Коррелл был приглашён в Тропический ботанический сад Фэйрчайлда в Майами. Там он работал над составлением монографии флоры Багамских островов, оконченную за несколько месяцев до смерти автора. После этого он начал подготовку к созданию книги по растениям Флориды, однако закончить её не успел.
Донован Коррелл скончался 28 марта 1983 года.

## Некоторые научные работы
- Brown, C.A.; Correll, D.S. Ferns and fern allies of Louisiana. — Baton Rouge, 1942. — 186 p.
- Correll, D.S. Flora of Texas. — 1955. — Vol. 1(1). — 122 p.
- Correll, D.S.; Johnston, M.C.; et al. Manual of the vascular plants of Texas. — 1970. — 1882 p.
- Correll, D.S.; Correll, H.B. Aquatic and wetland plants of Southwestern U.S.. — 1972. — 1777 p.

## Растения, названные в честь Д. С. Коррелла
- Correllia A.M.Powell, 1973 [= Perityle Benth., 1844]
- Correlliana D'Arcy, 1973 [= Cymbianthus Mart., 1831, nom. cons.]